# Atanatar I
Atanatar I (480 - 748 T. E.) es un personaje ficticio que forma parte del legendarium creado por el escritor británico J. R. R. Tolkien y cuya breve historia es narrada en los apéndices de la novela El Señor de los Anillos. Es un dúnadan, hijo primogénito de Turambar y décimo soberano de Gondor. Su nombre es quenya y puede traducirse como «padre del hombre».
Nació en el año 480 de la Tercera Edad del Sol y ocupó el trono de Gondor tras la muerte de su padre en 667 T. E. Murió en 748 T. E., siendo sucedido por su hijo Siriondil.